# Trema'n Inis (Vers l'île)
Trema'n Inis (Vers l'île) è un album di Alan Stivell, pubblicato dalla Keltia III Records nel 1976. Questo album è dedicato al poeta Breton e più intimamente al padre di Stivell, scomparso poco prima.

## Tracce
Lato A
1. Stok Ouzh An Enez (En vue de l'île) – 4:08 (Youenn Gwernig (testi), Alan Stivell (musica))
2. Hommes liges des talus en transe – 16:36 (Alan Stivell)

Lato B
1. Rinnen XX (Arcane XX) – 3:36 (Gwilherm Berthou Kerverziou (testi), Jord Cochevelou (musica))
2. An Eur-se Ken Tost D'ar Peurbad (Cette heure si près de l'éternel) – 5:13 (Maodez Glanndour (testi), Jord Cochevelou (musica))
3. Negro Song – 4:14 (Per Denez (testi), Alan Stivell (musica))
4. E-tal Ar Groaz (Face à la croix) – 5:37 (Yann Sohier (testi), Alan Stivell (musica))
5. Ar Chas Donv'yelo Da Quez (Les chiens redeviendront sauvages) – 1:50 (Maodez Glanndour (testi), Alan Stivell (musica))

## Musicisti
- Alan Stivell - voce, arpa celtica, bombarda, organo (elka)
- Dan Ar Bras - chitarra (brano: B5)